# DSL

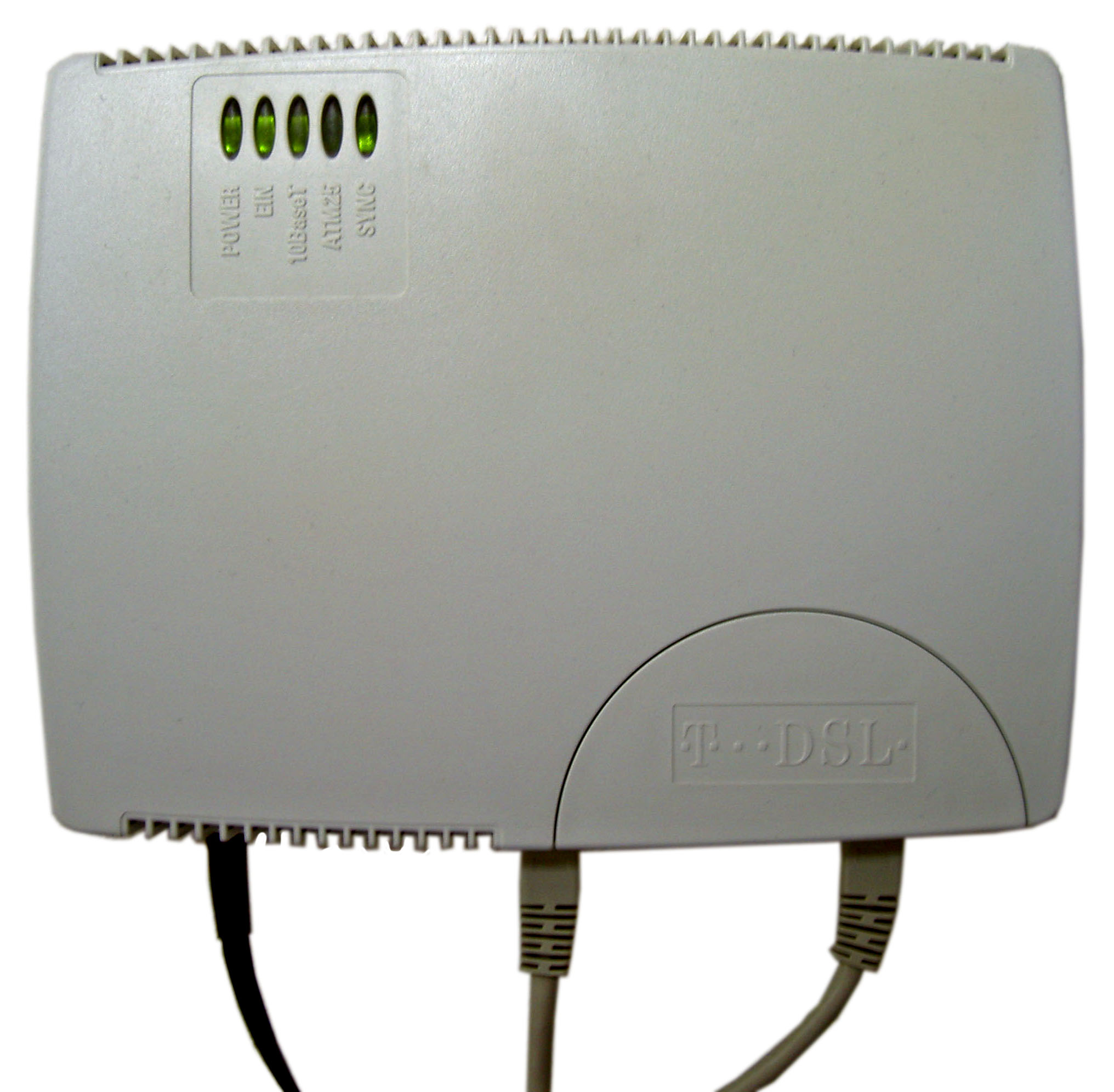
Un modem DSL

In telecomunicazioni il termine DSL (sigla dell'inglese Digital Subscriber Line, traducibile in "linea digitale dell'abbonato", originariamente digital subscriber loop, ma dopo l'anno 2000, per ragioni di marketing, digital subscriber line) indica una famiglia di tecnologie che fornisce trasmissione analogica di dati digitali attraverso l'ultimo miglio della rete telefonica fissa, ovvero su doppino telefonico dalla prima centrale di commutazione fino all'utente finale e viceversa. Si tratta dunque di una tecnologia di accesso tramite la rispettiva rete di accesso telefonica a servizi di trasferimento dati comunemente utilizzata nella connessione ad Internet da utenza domestica nella sua specifica più diffusa come l'ADSL.

## Descrizione
Il protocollo specifica banalmente una forma di multiplazione di tipo FDM per allocare l'intera banda disponibile sia al trasferimento di fonia telefonica sia al trasferimento dati a sua volta suddivisa in due bande, una per il download, l'altra per l'upload. Tipicamente la banda trasmissiva in ricezione e trasmissione (downlink e uplink) è per lo più compresa fra 160 kb/s e 53.248 kb/s (52 Mb/s) a seconda della tecnologia DSL, delle condizioni fisiche della linea e del livello di servizio che il fornitore di servizi Internet sceglie di garantire agli utenti.
L'architettura di trasporto, cioè gli strati architetturali più bassi, prevede che DSL sia in genere l'ultimo protocollo, cioè quello di livello fisico, al di sopra del quale usualmente ci sono IP over PPP over ATM (PPPoA) oppure IP over PPP over Ethernet (PPPoE).
A differenza dell'ISDN con il DSL rimane escluso dalla digitalizzazione il traffico di fonia.
In molte nazioni l'utente finale può scegliere tra una linea mista dati + fonia, detta shared (condivisa), e una linea dedicata esclusivamente ai dati, cosiddetta naked (nuda), tecnicamente fattibili, ma esistite nel mercato italiano solamente per brevi periodi di tempo, prima che le offerte commerciali degli ISP reintroducessero l'obbligatorietà contrattuale del servizio voce. 

Una linea senza fonia non deve passare dal modulo di separazione voce/dati, e a quella linea non corrisponde alcun numero di telefono. L'utente di una linea naked può comunque accedere ai servizi di fonia attraverso protocolli digitali di VOIP quali il SIP.
Nella specifica della rete di telecomunicazioni italiana, nelle tratte servite da xDSL, il DSLAM è l'ultimo apparato che separa la rete dall'utente finale. L'utente accede alla rete collegandosi al DSLAM contenuto nell'armadio ripartilinea elettrico.
La banda dedicata al trasporto dati può essere ripartita con uguale velocità finale, oppure in maniera asimmetrica tra i due tipi di flussi in invio e in ricezione. I valori cambiano a seconda del tipo di connessione di rete su cavo oppure wireless disponibile, ed in base al piano tariffario prescelto con il proprio fornitore di servizi Internet.
In base a queste variabili, il contratto con il fornitore di servizi di telefonia può riservare alla connessione lo stesso bit rate in uplink e downlink; tuttavia, in una trasmissione con tecnologia xDSL (ADSL, HDSL, ecc.), la velocità di invio (dal proprio terminale utente) è sempre minore della velocità di ricezione, al contrario di quanto si può invece verificare nelle trasmissioni dati su rete mobile come l'HSUPA, nella quale l'uplink supera il downlink (velocità di ricezione).

### Prestazioni della connessione e loro misura
La qualità della connessione Internet è data dalla velocità di trasmissione dati, che a sua volta è descrivibile con un insieme di misure, quali sono: Tempo di latenza, throughput medio e velocità della connessione in invio e in ricezione massime.
Prestazioni effettive e distanza utente-centrale telefonica sono interdipendenti tra loro, e presentano delle dimensioni critiche minime e massime. Tali limitazioni sono più restrittive per le velocità di trasmissione più elevate. Dal punto di vista della tecnica di modulazione del segnale, la tecnologia DSL sfrutta la tecnica OFDM.
In caso di disservizi, il fornitore di servizi può verificare da remoto la velocità di invio e di ricezione dati in vari stadi o punti della rete, come nell'ultimo apparato di rete, prima dell'ultimo miglio, oppure nel modem-router del singolo utente. La velocità di connessione si riduce rapidamente con la distanza fra la centrale telefonica e l'utente finale, in modo particolare se il traffico-voce e Internet viaggiano sui vecchi doppini telefonici in rame (e per gli eventuali tratti serviti col wireless, se sono presenti barriere fisiche di tipo edilizio o geografico interposte fra l'antenna ricevente e il segnale wireless).
La connessione viene misurata tramite l'invio e ricezione di alcuni pacchetti fra il proprio terminale-utente (PC, smartphone, ecc.) e un altro nodo di rete, scambiandoli secondo le regole descritte da un protocollo, che per le connessioni Internet di norma è il TCP-IP. Per ottenere un numero realistico che poi corrisponde alla reale esperienza di navigazione dell'utente, è importante utilizzare per la misura lo stesso protocollo di rete che si rende necessario per la maggior parte del tempo di connessione e per aprire la maggiore degli indirizzi Internet visitati. 

I parametri possono essere misurati mediante l'esecuzione di istruzioni come il ping e il tracert, ad opera di
siti specifici per il test della connessione ADSL, oppure tramite programmi scaricabili gratuitamente da Sourceforge o da https://github.com/, che offrono ulteriori funzionalità (ad esempio: enhanced ttcp, NetCPS Archiviato il 23 ottobre 2022 in Internet Archive., BandCheck, JDSU QT600, Spirent Test Center, IxChariot, Iperf, Ttcp, netperf o bwping).
Un altro fattore di rallentamento non imputabile ai clienti è talora dovuto alla stessa logica dell'overbooking praticata dalle aziende di servizi: all'utente non è garantita una velocità minima contrattuale, né questi ha accesso alla rete in modo indipendente dal fornitore di servizi, e tale da poter verificare i motivi di una connessione rallentata. 

Ad una medesima piastra sono attestate molteplici utenze che condividono una certa banda disponibile allocata ad ogni punto di terminazione dell'apparato di rete. Statisticamente, non tutte le utenze risulteranno connesse nel solito tempo né utilizzeranno tutta la velocità di banda massima loro assegnata. Diventa allora utile (a utenti e ISP) assegnare più utenze al medesimo punto di erogazione del segnale xDSL. Tuttavia, per garantire un livello minimo di servizio il numero di utenze che "si dividono" la stessa banda disponibile, dovrebbe restare entro un valore massimo.
Il numero di utenze e i parametri fisici della linea non sono verificabili né dall'utente né da ispezioni sul posto da parte di soggetti terzi e indipendenti dagli operatori di rete e dal proprietario dell'infrastruttura di rete fissa, per garantire l'esigibilità dei singoli contratti o il rispetto dei requisiti tecnici previsti nella legge sul servizio universale delle telecomunicazioni.
Alcuni fattori di disservizio possono dipendere anche dall'utente. L'utente può causare uno scadimento della qualità di connessione perché mancano o sono usurati i filtri DSL, per il numero di terminali (telefoni, fax, modem-router, molteplici PC) collegati nel solito nodo, per un abuso del servizio che legittima contrattualmente l'ISP a limitare e ridurre la velocità e gli altri parametri della connessione.

### Tecnologie DSL
Le varie tecnologie DSL si differenziano tra loro in base alla simmetricità/asimmetricità delle bande deputate al caricamento e allo scaricamento e/o alla velocità di trasmissione offerta all'utente nelle due rispettive bande.
Alcuni esempi di tecnologie DSL sono:
- High Data Rate Digital Subscriber Line (HDSL);
- Symmetric Digital Subscriber Line (SDSL), una versione standardizzata dell'HDSL;
- Single-Pair high-speed digital subscriber line (SHDSL);
- Consumer Asymmetric Digital Subscriber Line (CDSL);
- Asymmetric Digital Subscriber Line (ADSL);
- Asymmetric Digital Subscriber Line 2 (ADSL2);
- Asymmetric Digital Subscriber Line 2+ (ADSL2+);
- ISDN Digital Subscriber Line (IDSL);
- Rate-Adaptive Digital Subscriber Line (RADSL);
- Very-high-bit-rate Digital Subscriber Line (VDSL);
- Very High Speed Digital Subscriber Line 2 (VDSL2), una versione migliorata del VDSL;
- Symmetric High-speed Digital Subscriber Line (G.SHDSL), una versione standardizzata dell'SDSL;
- Powerline Digital Subscriber Line (PDSL), una soluzione che prevede l'uso dei fili della corrente anziché quelli del telefono;
- Uni-DSL (UDSL);
- Ethernet Local Loop (Etherloop).